# 김이슬 (농구 선수)
김이슬(1994년 4월 24일 ~ )은 대한민국의 전 농구 선수이다. 포지션은 포인트 가드이며, 한국여자프로농구 (WKBL) 부천 하나원큐에서 뛰고있다가 2021-22 시즌 종료 후 은퇴를 선언하였다.

## 경력
2012년 10월에 열린 2013 WKBL 신입선수 선발회에서 2라운드 6순위(전체 12순위)로 부천 하나외환에 지명되었다. 2018-19 시즌 종료 후 FA 자격을 얻어 인천 신한은행 에스버드로 이적하였다.

## 수상
- WKBL 신인선수상: 2014